# Specie di Packera
Elenco delle 75 specie di  Packera:

## A
- Packera actinella (Greene) W.A.Weber & Á.Löve
- Packera anonyma (Alph.Wood) W.A.Weber & Á.Löve
- Packera antennariifolia (Britton) W.A.Weber & Á.Löve
- Packera aurea (L.) Á.Löve & D.Löve

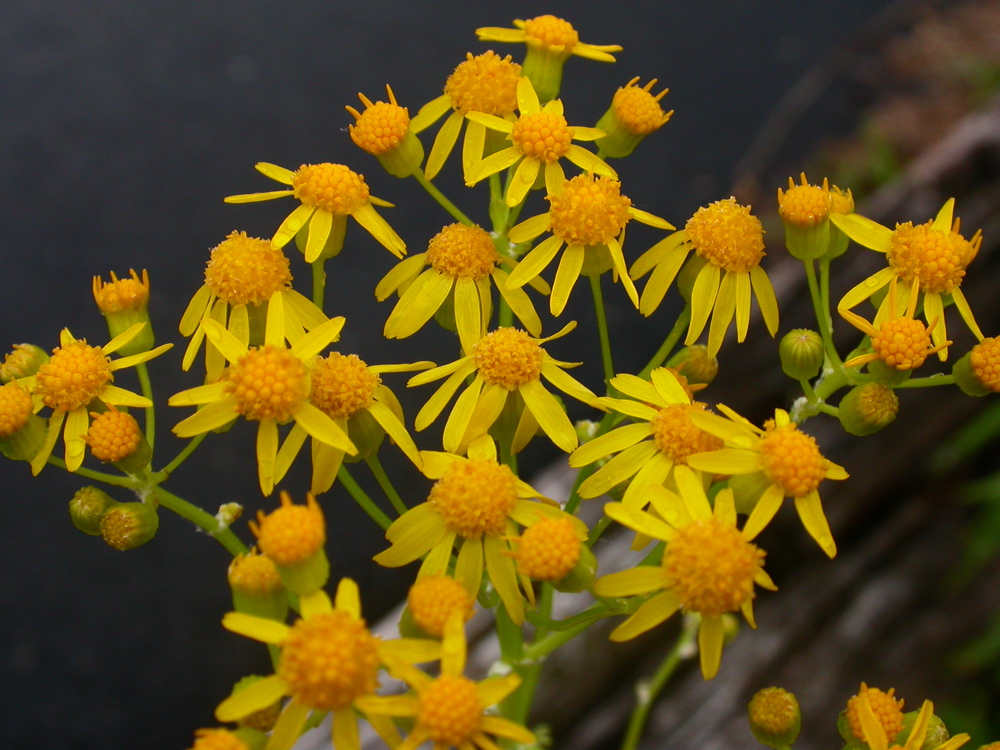
Packera anonyma
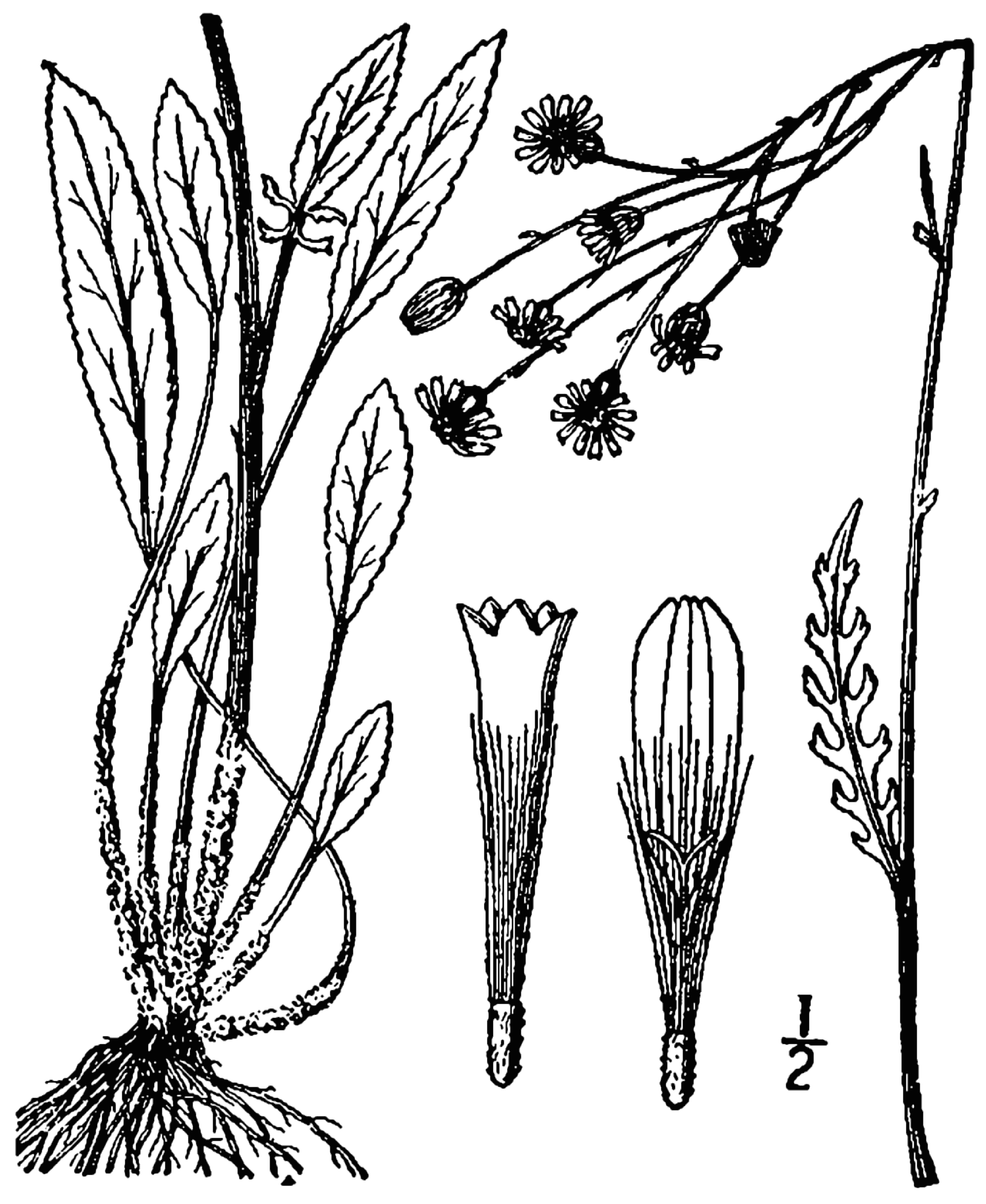
Packera antennariifolia
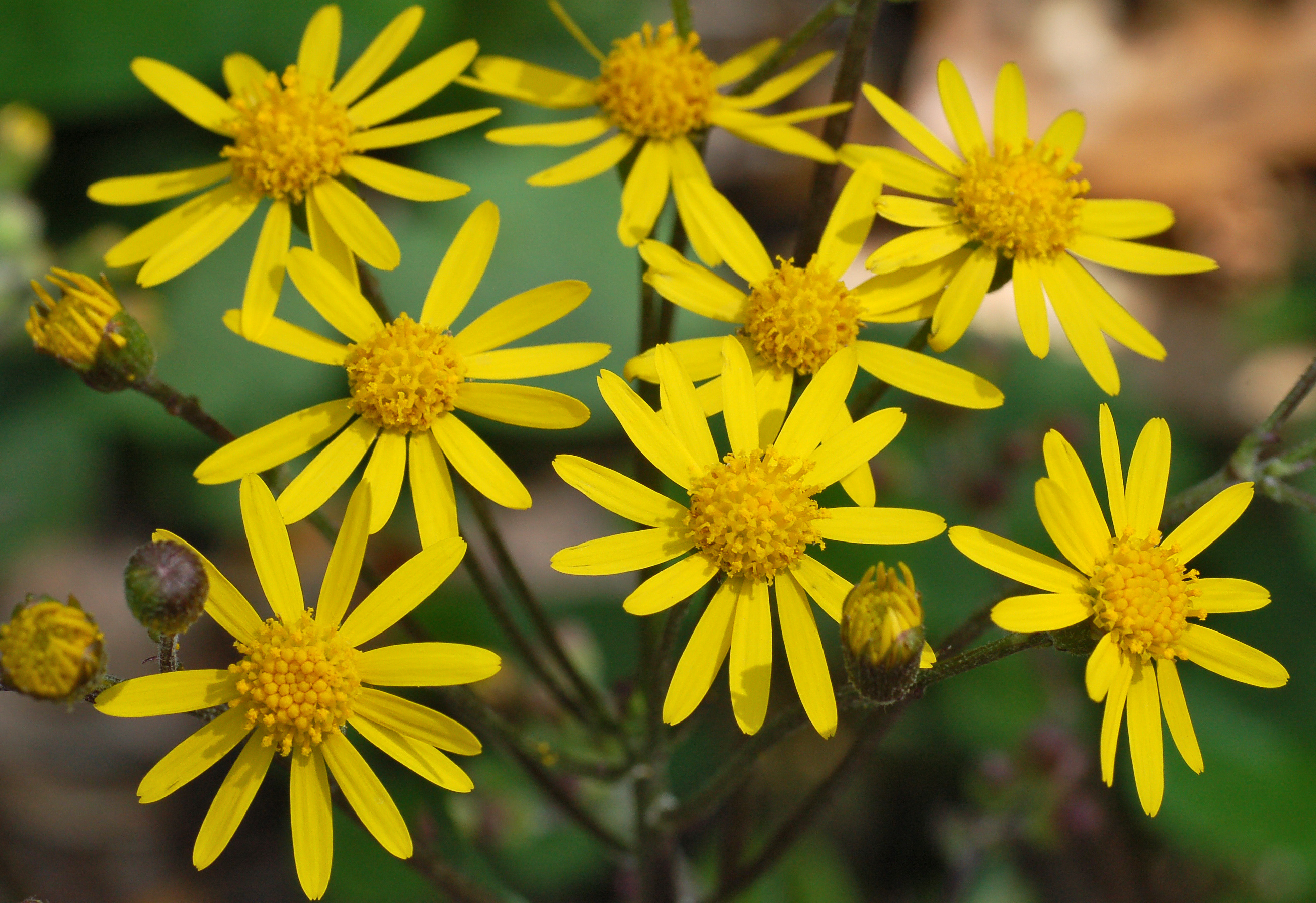
Packera aurea

## B
- Packera bellidifolia (Kunth) W.A.Weber & Á.Löve
- Packera bernardina (Greene) W.A.Weber & Á.Löve
- Packera bolanderi (A.Gray) W.A.Weber & Á.Löve
- Packera breweri (Burtt Davy) W.A.Weber & Á.Löve

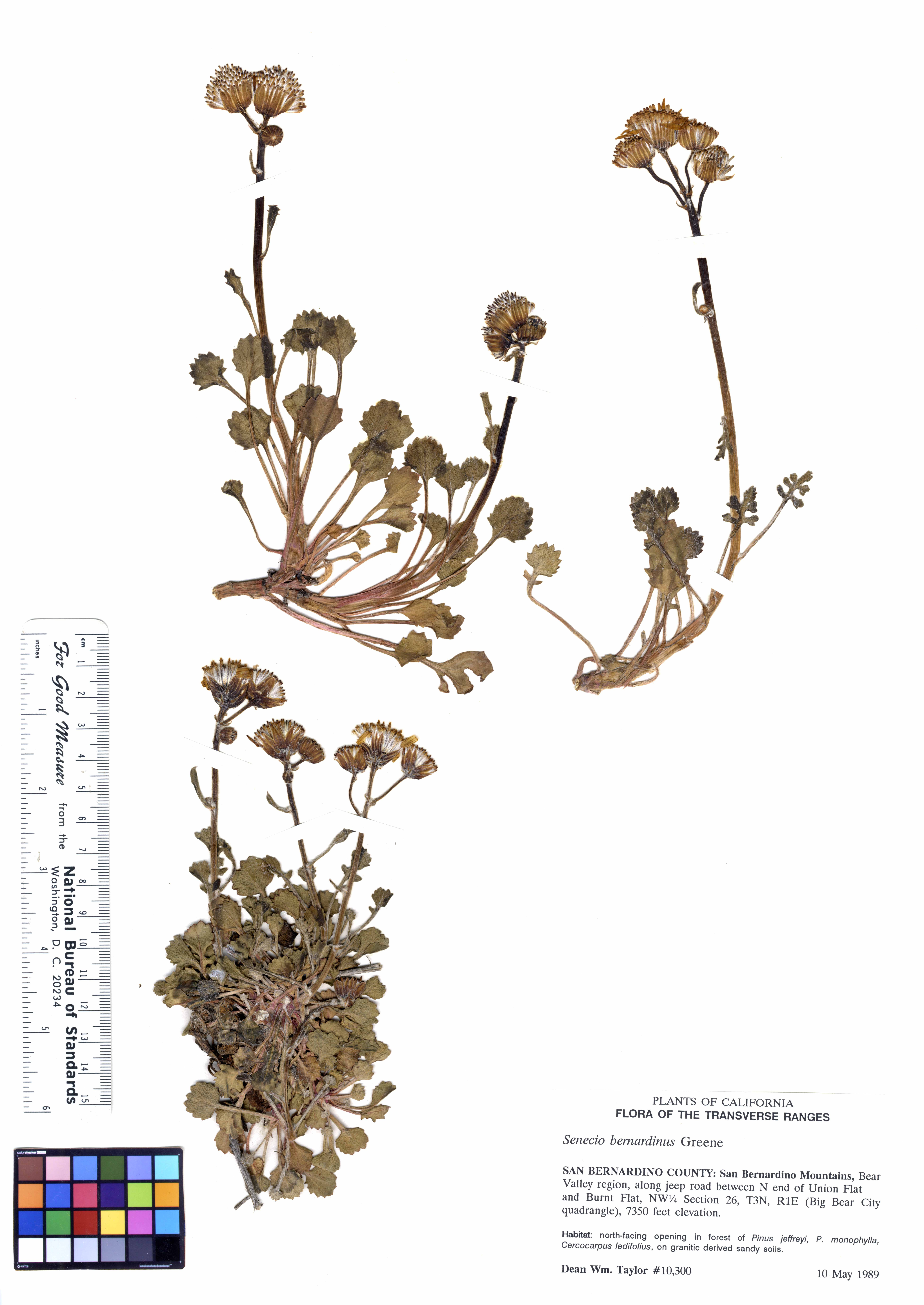
Packera bernardina
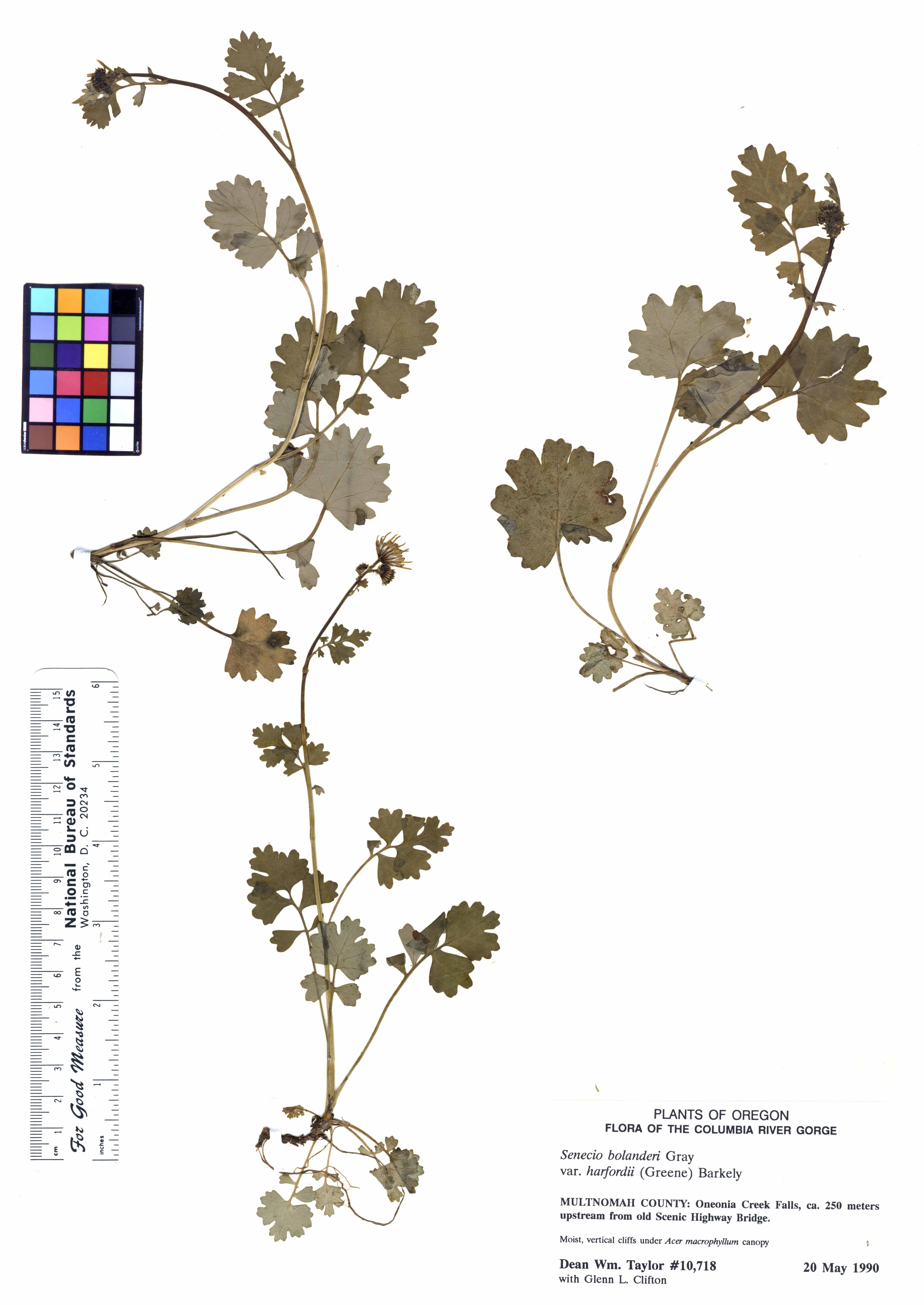
Packera bolanderi
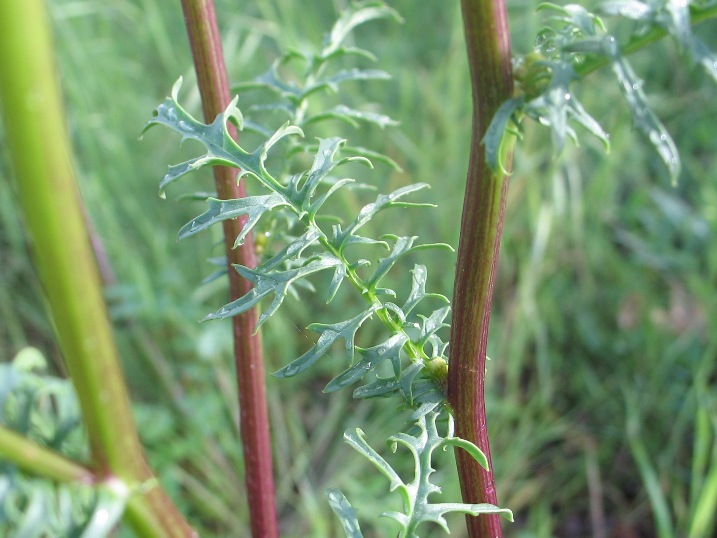
Packera breweri

## C
- Packera cana (Hook.) W.A.Weber & Á.Löve
- Packera candidissima (Greene) W.A.Weber & Á.Löve
- Packera cardamine (Greene) W.A.Weber & Á.Löve
- Packera castoreus (S.L.Welsh) Kartesz
- Packera clevelandii (Greene) W.A.Weber & Á.Löve
- Packera coahuilensis (Greenm.) C.Jeffrey
- Packera contermina (Greenm.) J.F.Bain
- Packera crawfordii (Britton) A.M.Mahoney & R.R.Kowal
- Packera crocata (Rydb.) W.A.Weber & Á.Löve
- Packera cymbalaria (Pursh) W.A.Weber & Á.Löve
- Packera cynthioides (Greene) W.A.Weber & Á.Löve

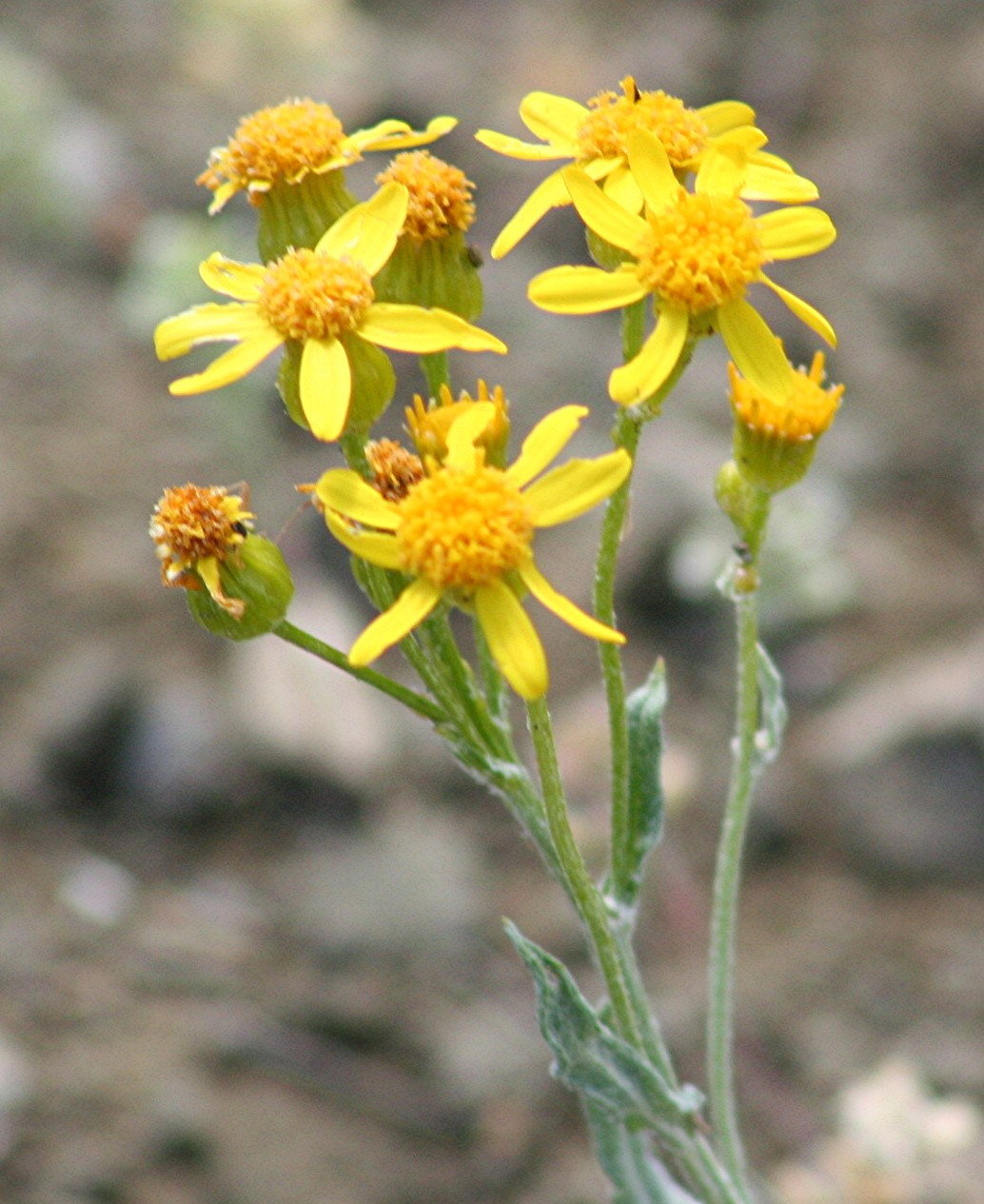
Packera cana
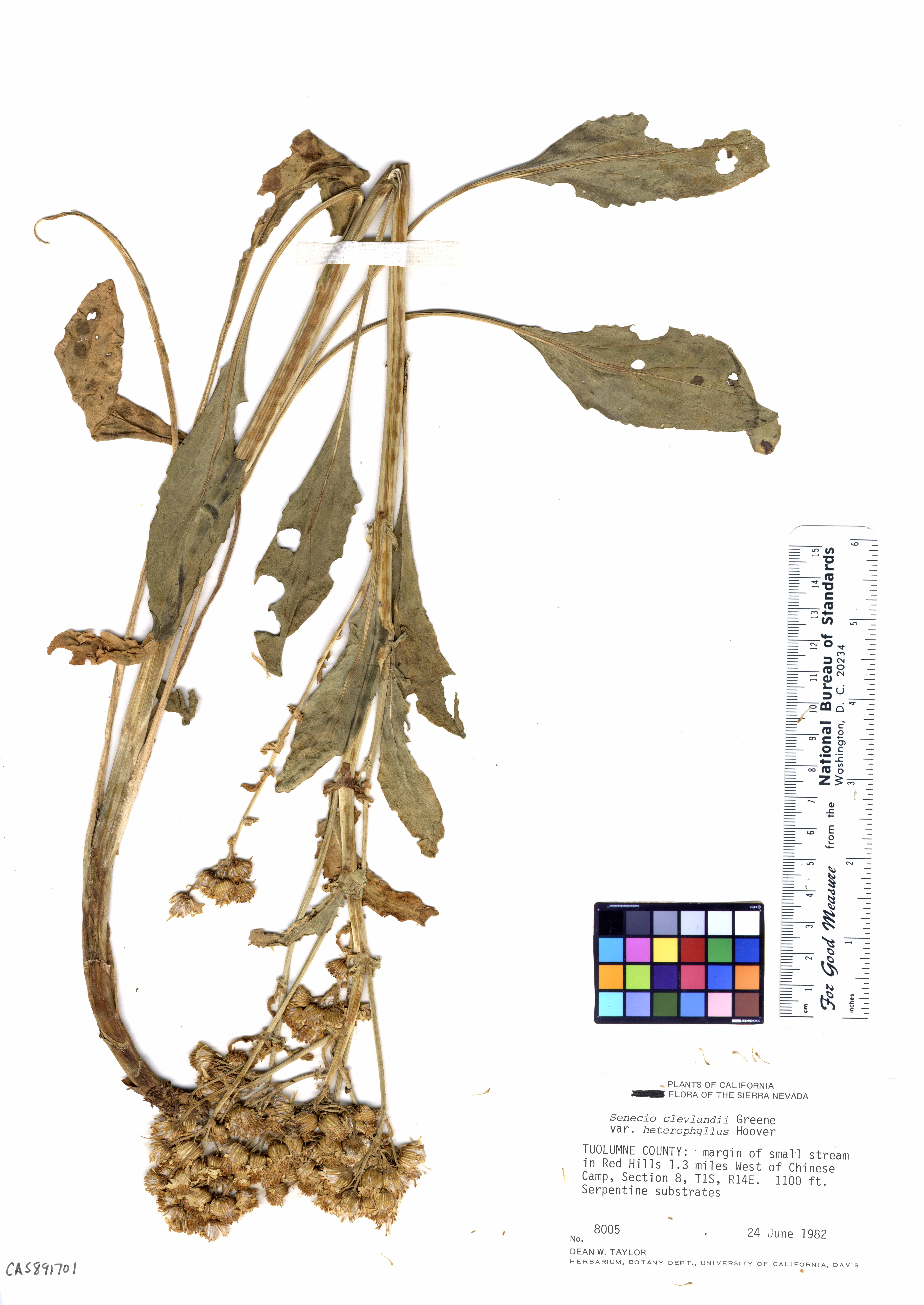
Packera clevelandii
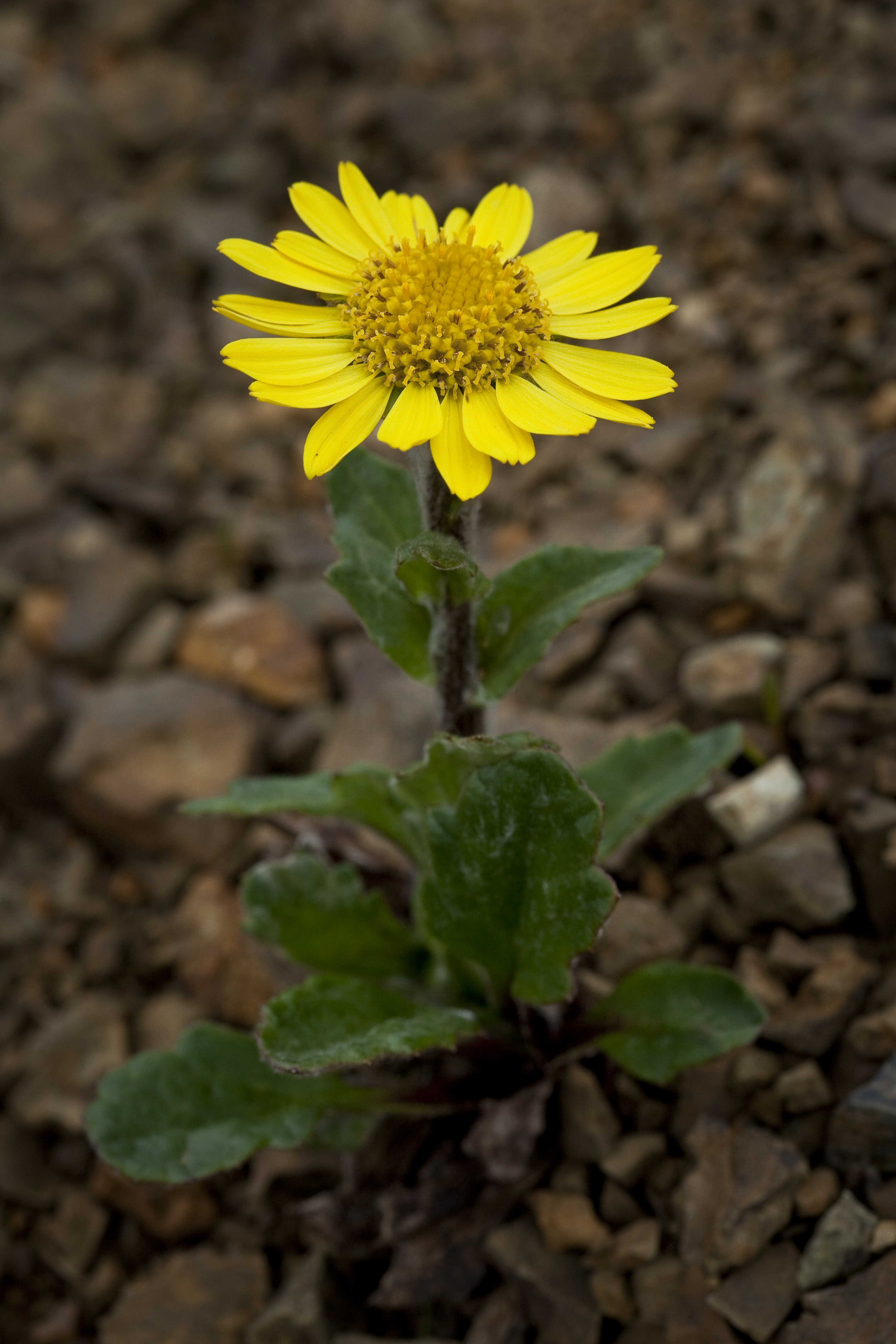
Packera cymbalaria

## D
- Packera debilis (Nutt.) W.A.Weber & Á.Löve
- Packera dimorphophylla (Greene) W.A.Weber & Á.Löve
- Packera dubia (Spreng.) Trock & Mabb.

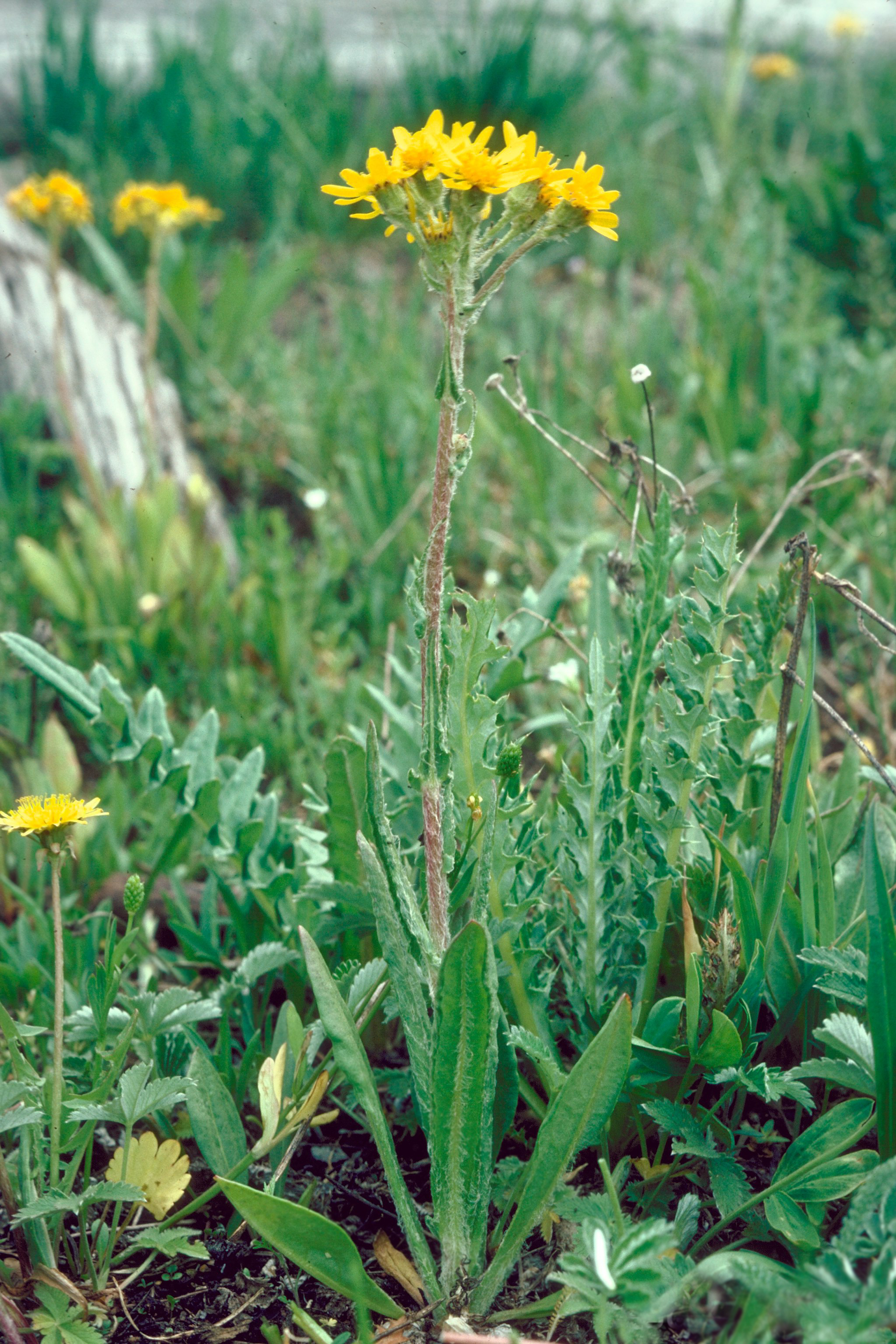
Packera dimorphophylla

## E -F
- Packera eurycephala (Torr. & A.Gray) W.A.Weber & Á.Löve
- Packera fendleri (A.Gray) W.A.Weber & Á.Löve
- Packera flettii (Wiegand) W.A.Weber & Á.Löve
- Packera franciscana (Greene) W.A.Weber & Á.Löve

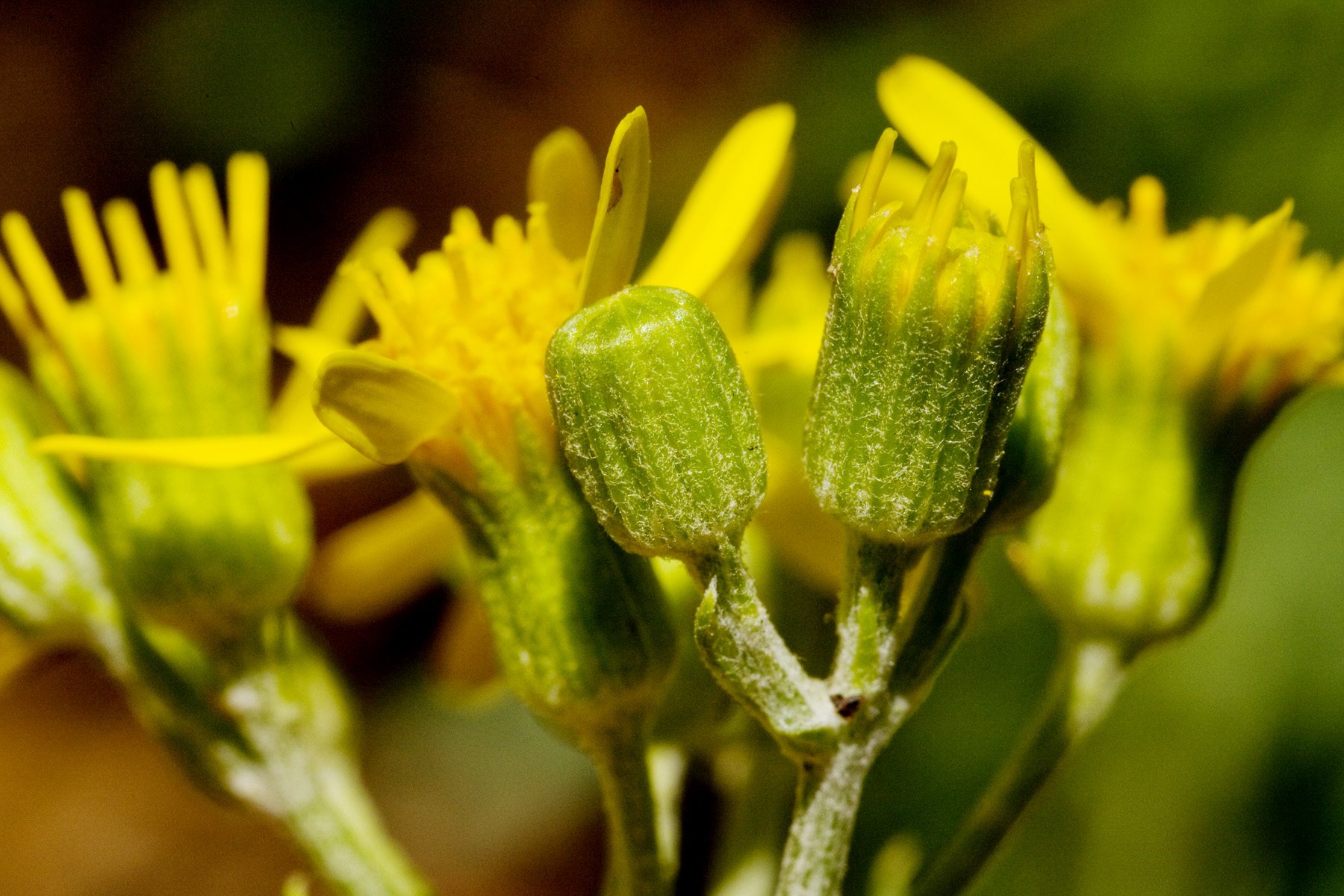
Packera fendleri
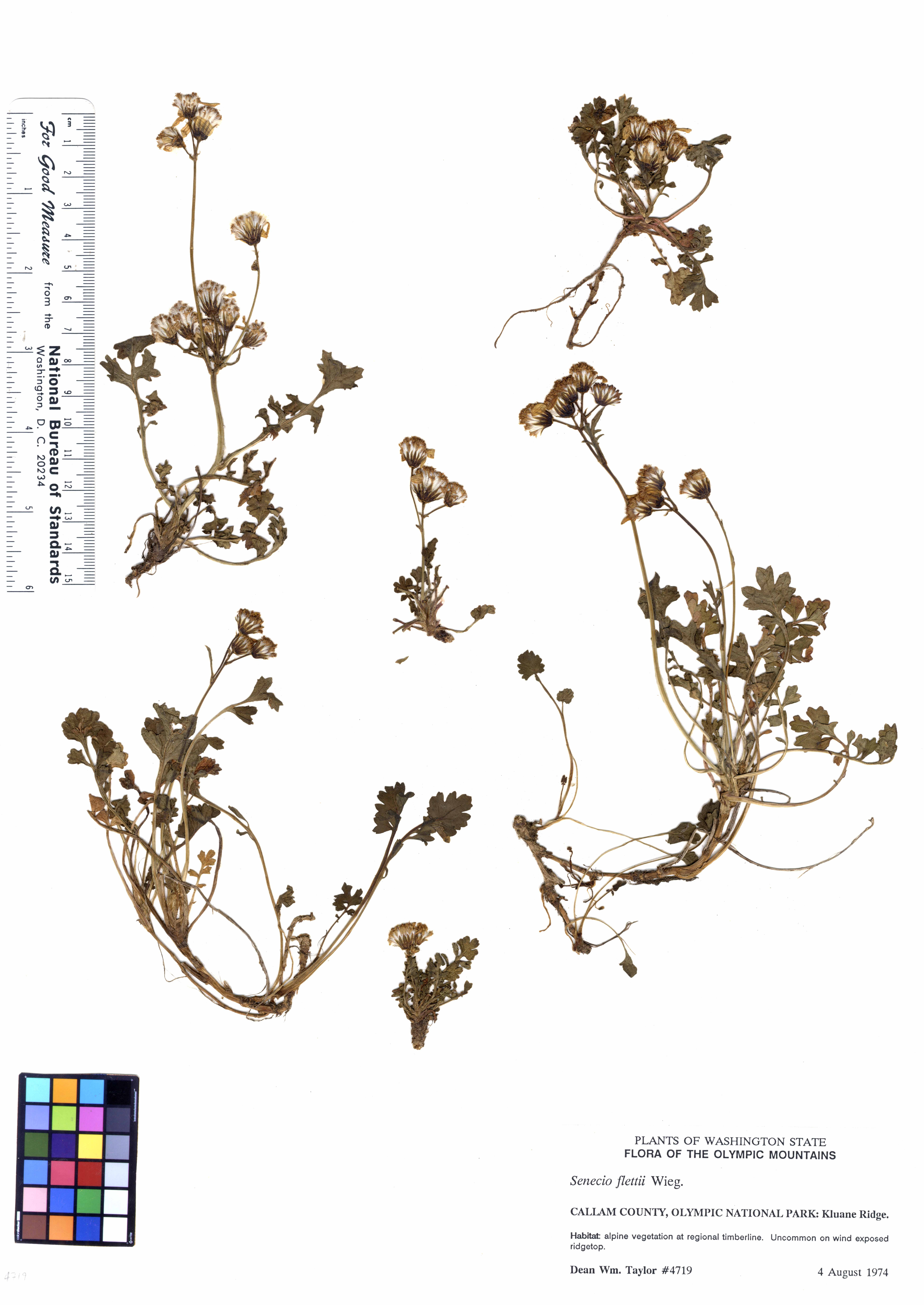
Packera flettii
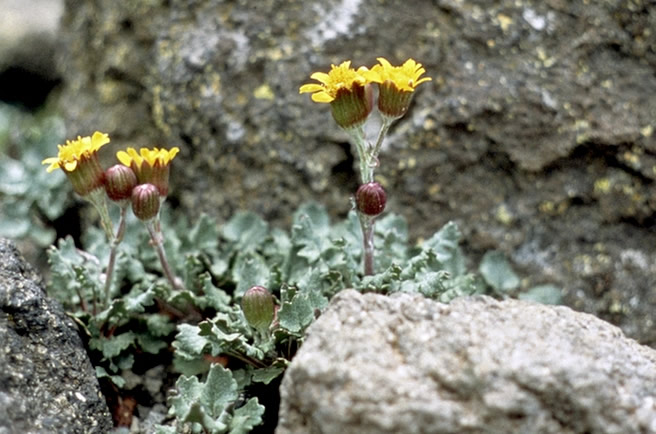
Packera franciscana

## G
- Packera ganderi (T.M.Barkley & R.M.Beauch.) W.A.Weber & Á.Löve
- Packera glabella (Poir.) C.Jeffrey
- Packera greenei (A.Gray) W.A.Weber & Á.Löve

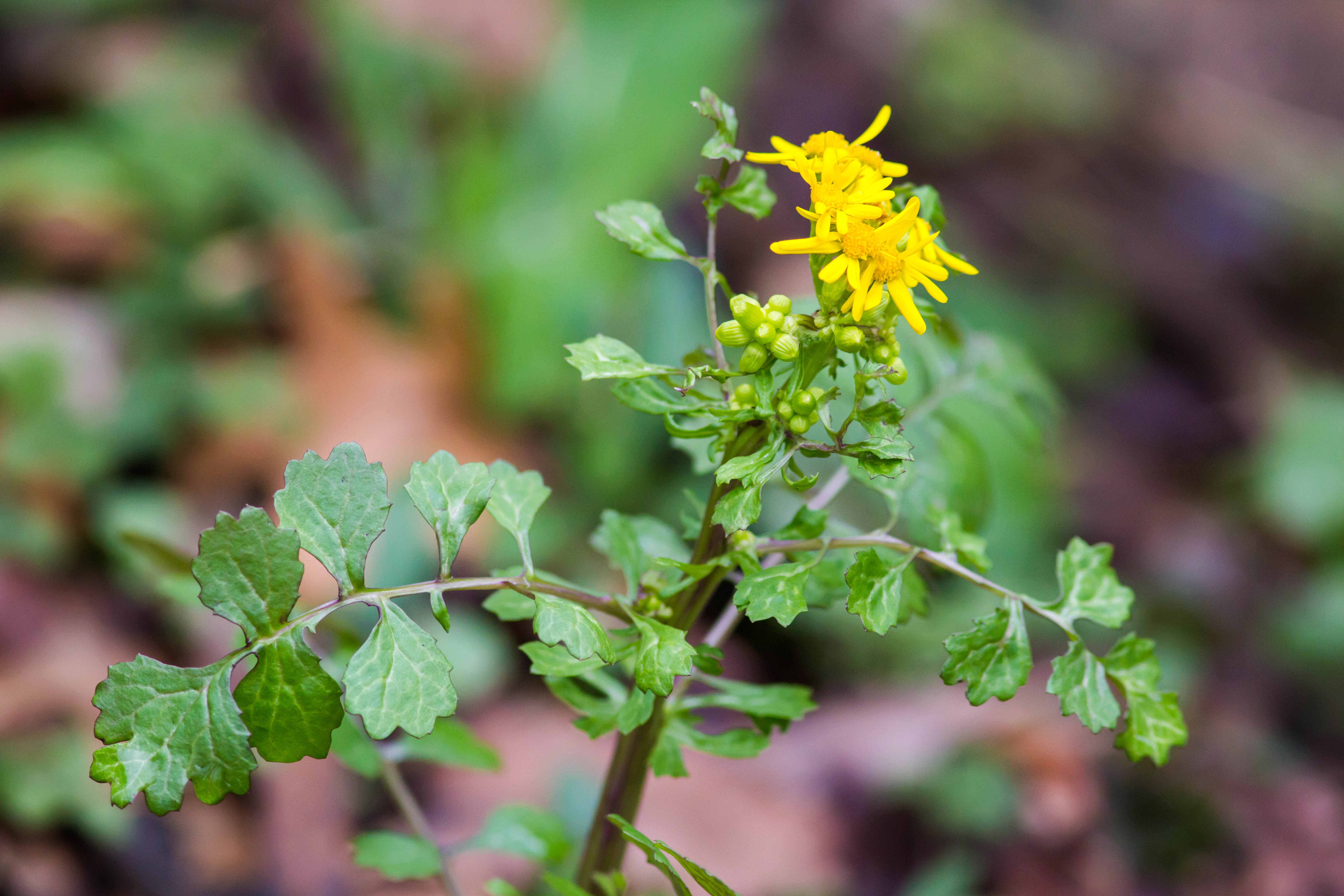
Packera glabella
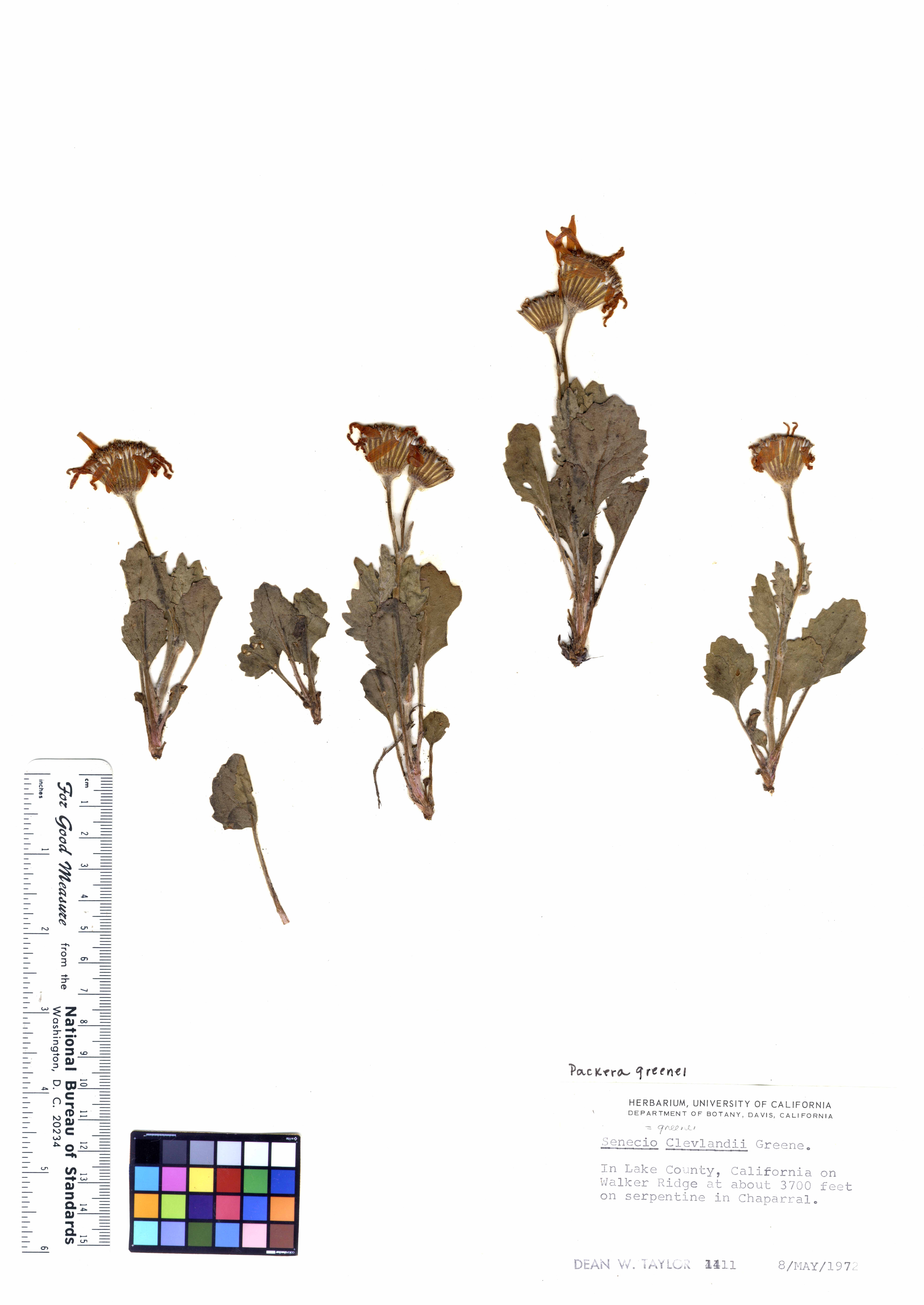
Packera greenei

## H
- Packera hartiana (A.Heller) W.A.Weber & Á.Löve
- Packera hesperia (Greene) W.A.Weber & Á.Löve
- Packera heterophylla (Fisch.) E.Wiebe
- Packera hintoniorum (B.L.Turner) C.Jeffrey
- Packera hyperborealis (Greenm.) Á.Löve & D.Löve

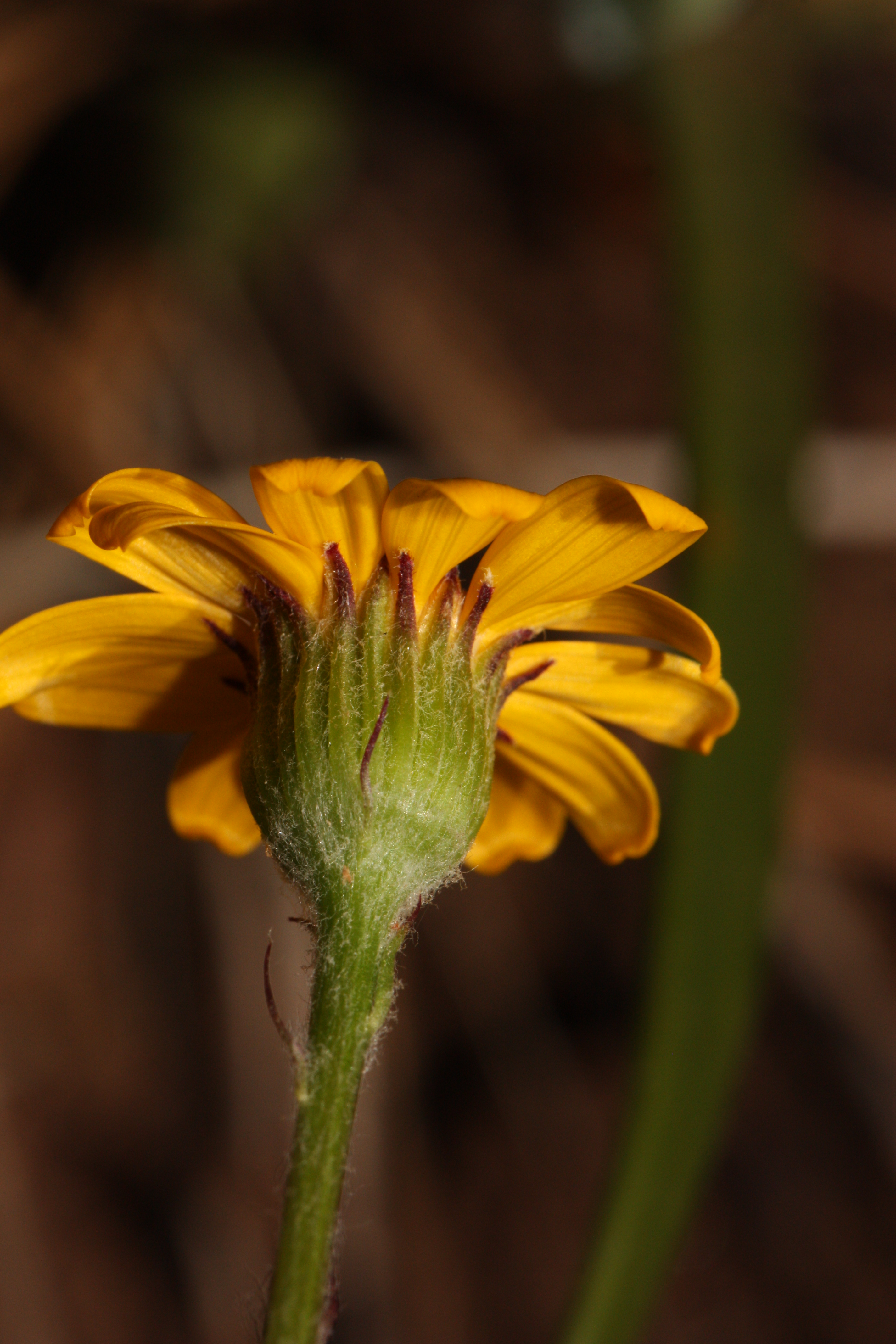
Packera hesperia
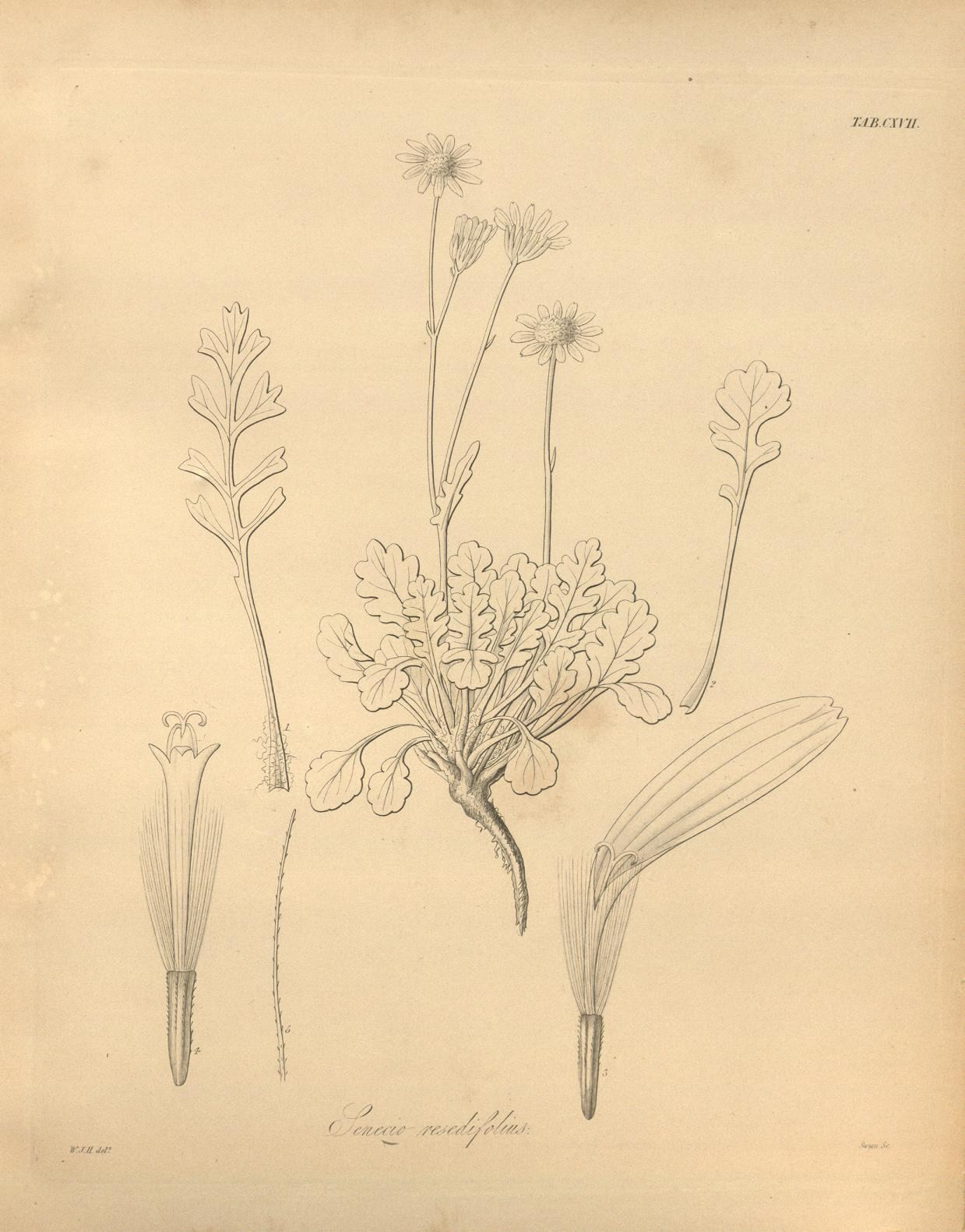
Packera heterophylla

## I
- Packera indecora (Greene) Á.Löve & D.Löve
- Packera insulae-regalis R.R.Kowal
- Packera ionophylla (Greene) W.A.Weber & Á.Löve

## L
- Packera layneae (Greene) W.A.Weber & Á.Löve
- Packera loratifolia (Greenm.) W.A.Weber & Á.Löve

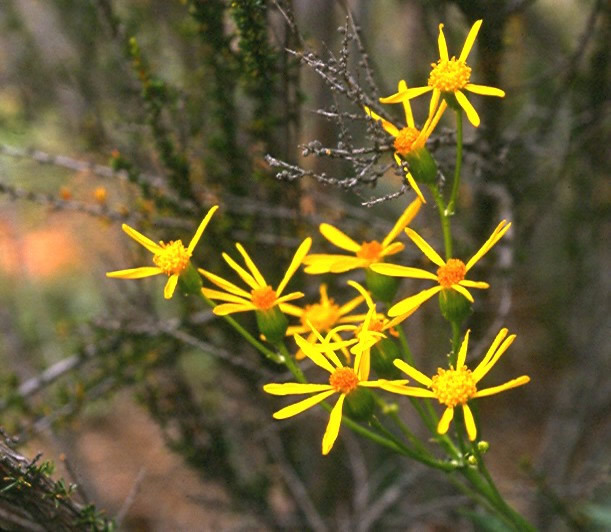
Packera layneae

## M
- Packera macounii (Greene) W.A.Weber & Á.Löve
- Packera malmstenii (S.F.Blake ex Tidestr.) Kartesz
- Packera mancosana  Yeatts, B.Schneid. & Al Schneid.
- Packera mancosiana  Yeatts, B.Schneid. & Al Schneid.
- Packera millefolium (Torr. & A.Gray) W.A.Weber & Á.Löve
- Packera millelobata (Rydb.) W.A.Weber & Á.Löve
- Packera montereyana (S.Watson) C.Jeffrey
- Packera moranii (T.M.Barkley) C.Jeffrey
- Packera multilobata (Torr. & A.Gray) W.A.Weber & Á.Löve
- Packera musiniensis (S.L.Welsh) Trock

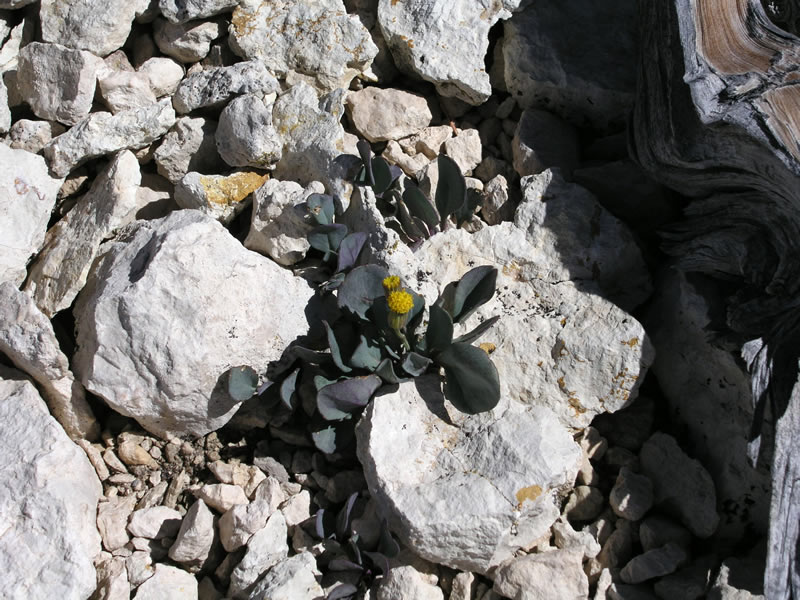
Packera malmstenii
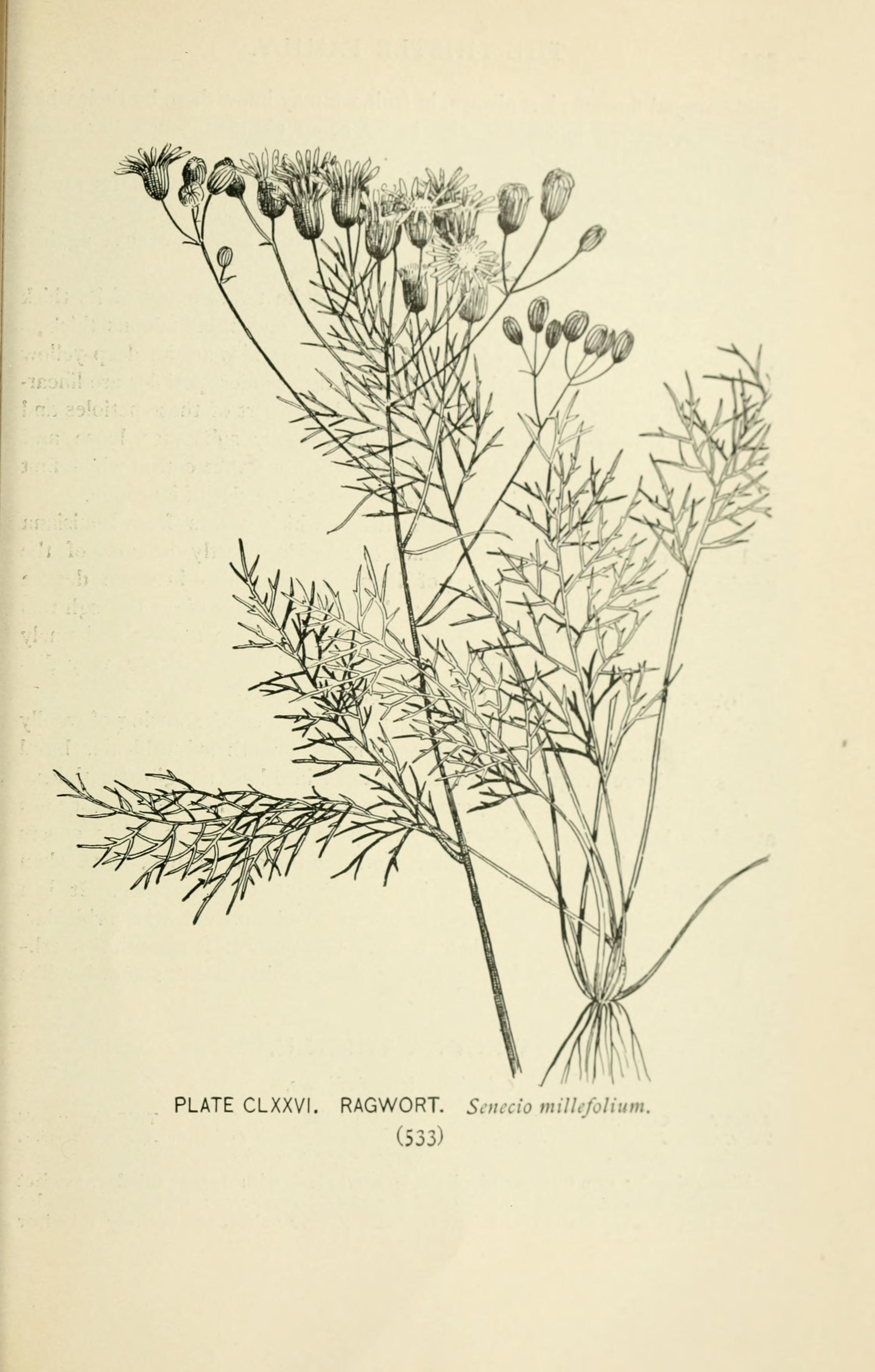
Packera millefolium
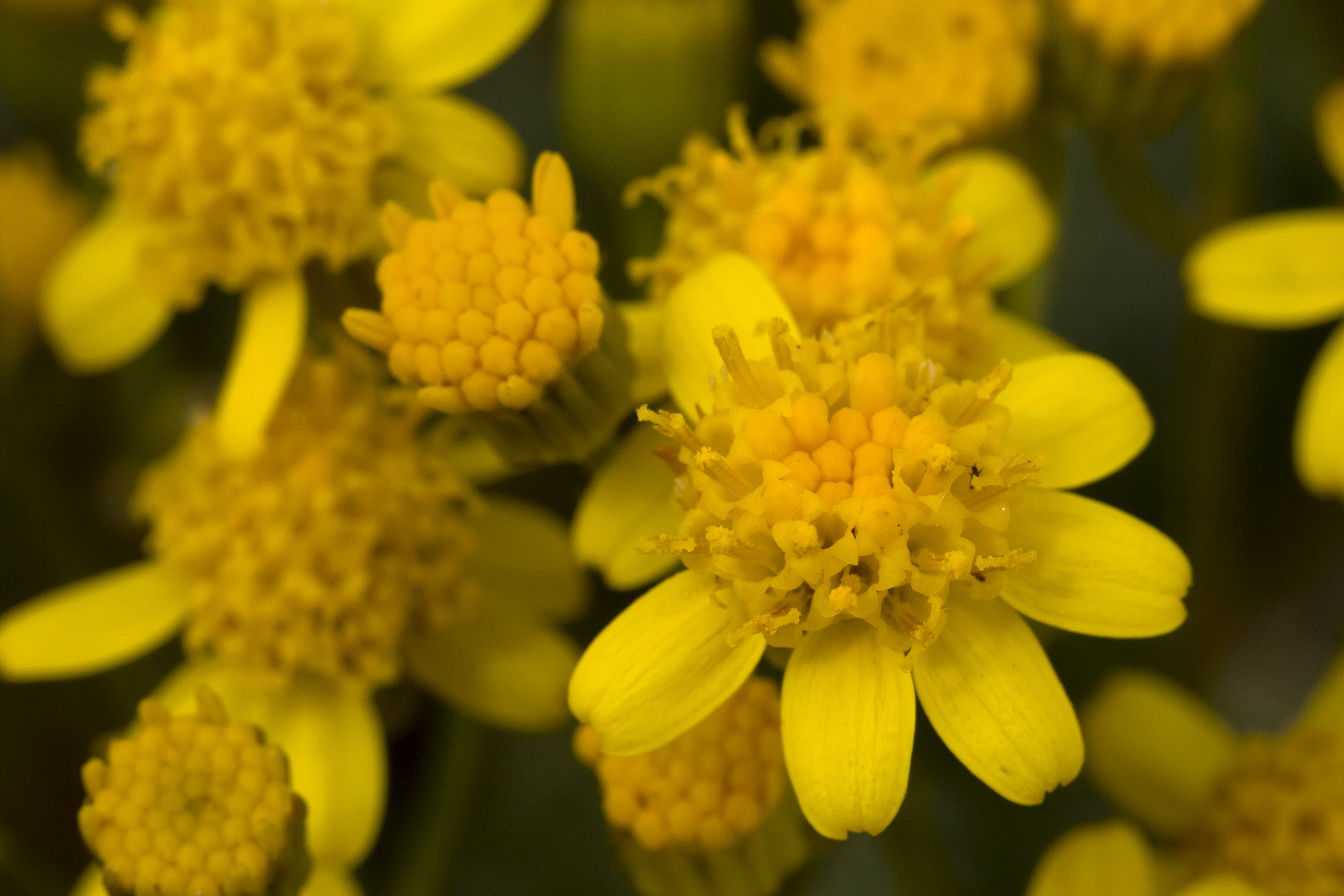
Packera multilobata
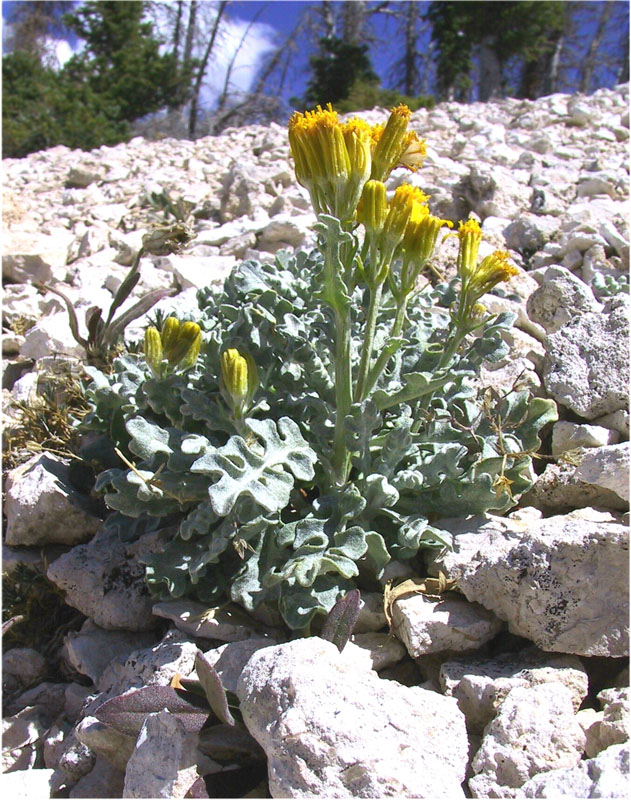
Packera musiniensis

## N - O
- Packera neomexicana (A.Gray) W.A.Weber & Á.Löve
- Packera obovata (Willd.) W.A.Weber & Á.Löve
- Packera ogotorukensis (Packer) Á.Löve & D.Löve

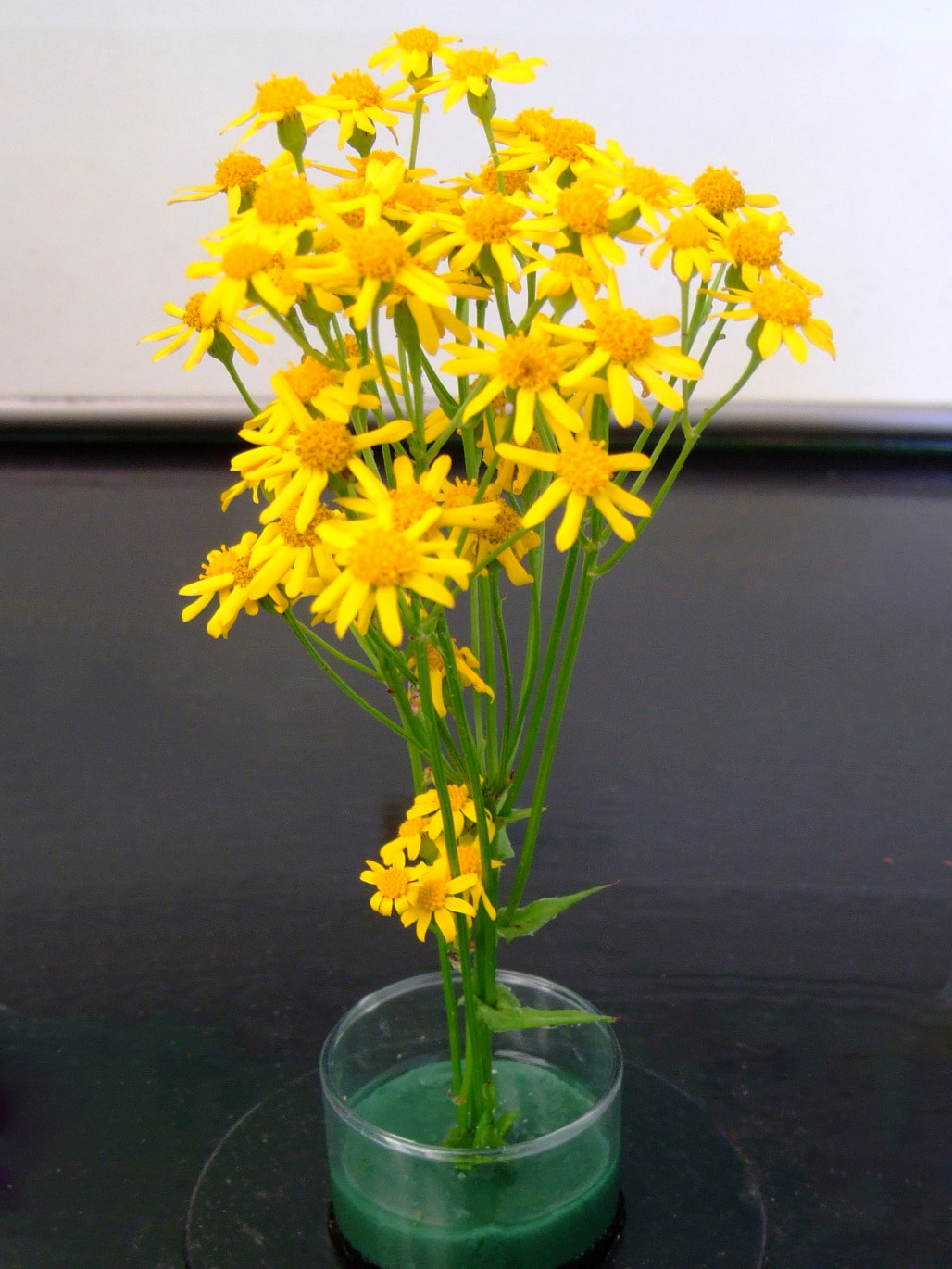
Packera obovata

## P
- Packera pauciflora (Pursh) Á.Löve & D.Löve
- Packera paupercula (Michx.) Á.Löve & D.Löve
- Packera plattensis (Nutt.) W.A.Weber & Á.Löve
- Packera porteri (Greene) C.Jeffrey
- Packera pseudaurea (Rydb.) W.A.Weber & Á.Löve

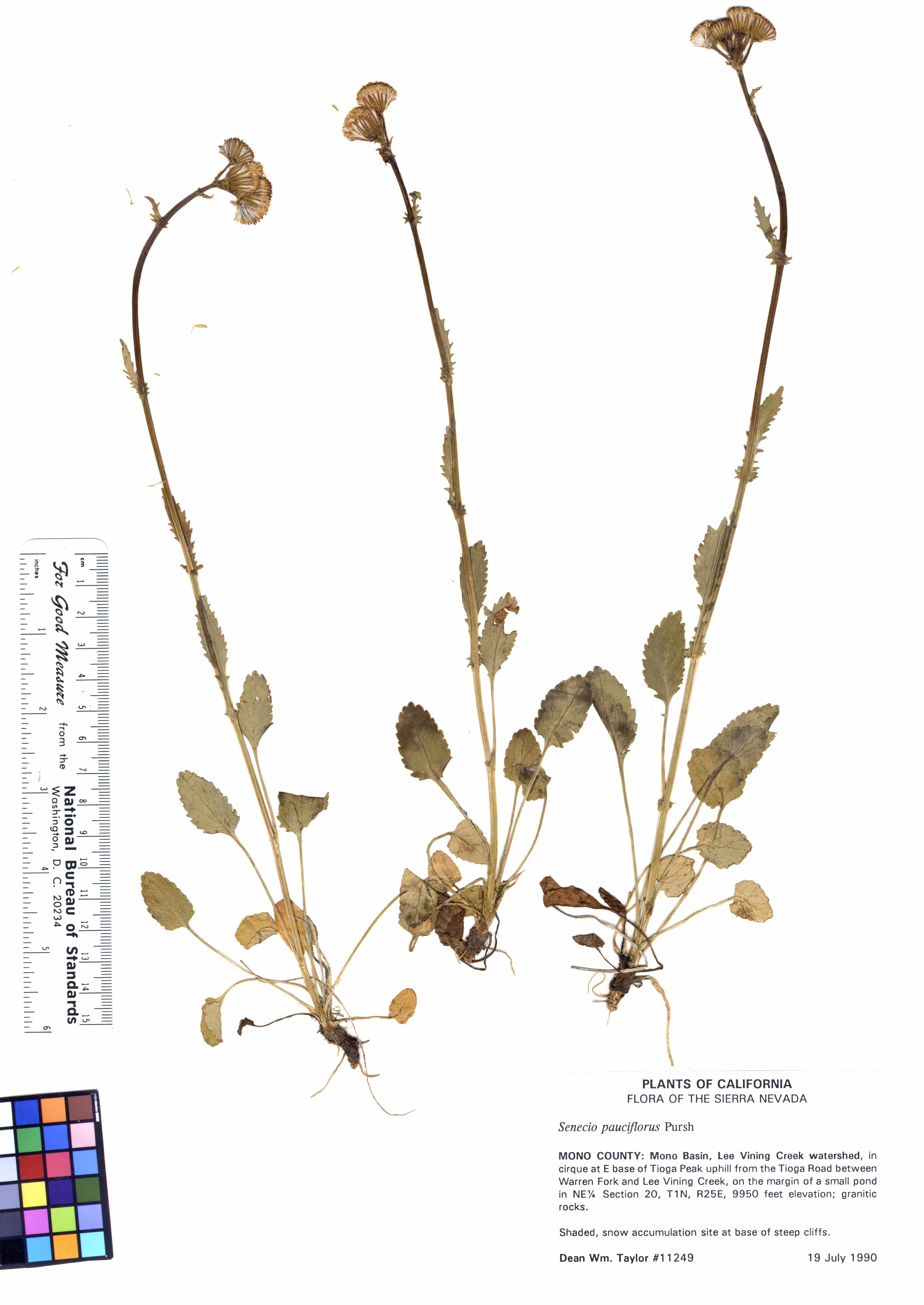
Packera pauciflora
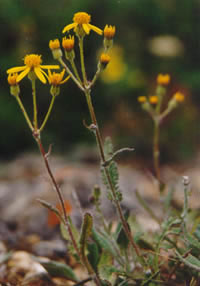
Packera paupercula
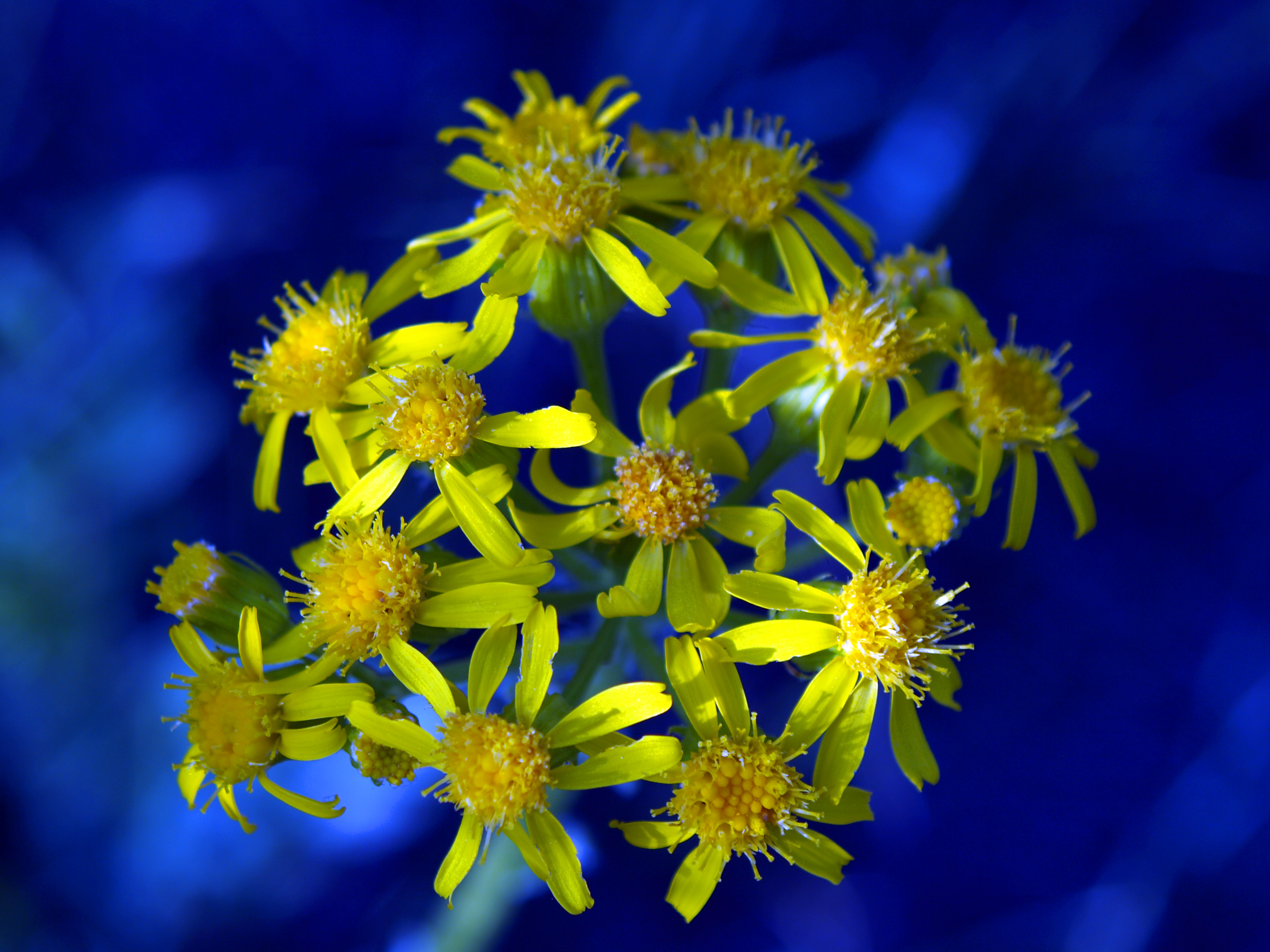
Packera plattensis

## Q
- Packera quebradensis (Greenm.) W.A.Weber & Á.Löve
- Packera quercetorum (Greene) C.Jeffrey

## R - S
- Packera rosei (Greenm.) W.A.Weber & Á.Löve
- Packera sanguisorbae (DC.) C.Jeffrey
- Packera sanguisorboides (Rydb.) W.A.Weber & Á.Löve
- Packera scalaris (Greene) C.Jeffrey
- Packera schweinitziana (Nutt.) W.A.Weber & Á.Löve
- Packera serpenticola  Boufford, Kartesz, S.H.Shi & R.Zhou
- Packera spellenbergii (T.M.Barkley) C.Jeffrey
- Packera streptanthifolia (Greene) W.A.Weber & Á.Löve
- Packera subnuda (DC.) Trock & T.M.Barkley

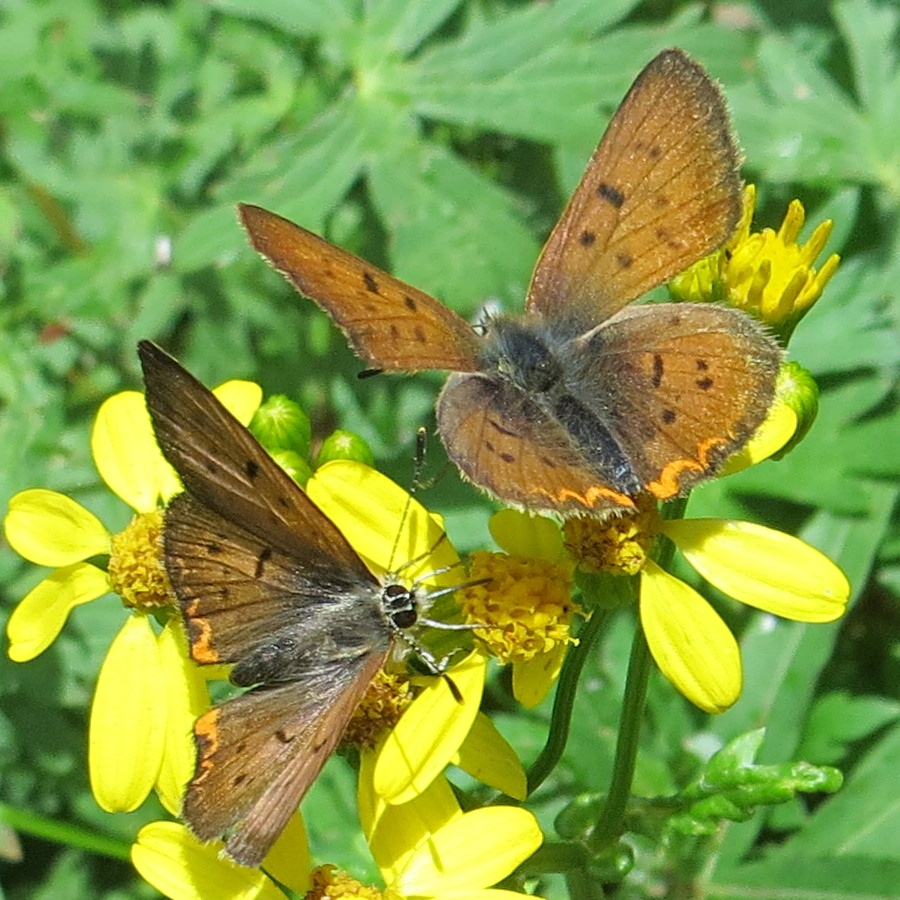
Packera sanguisorboides
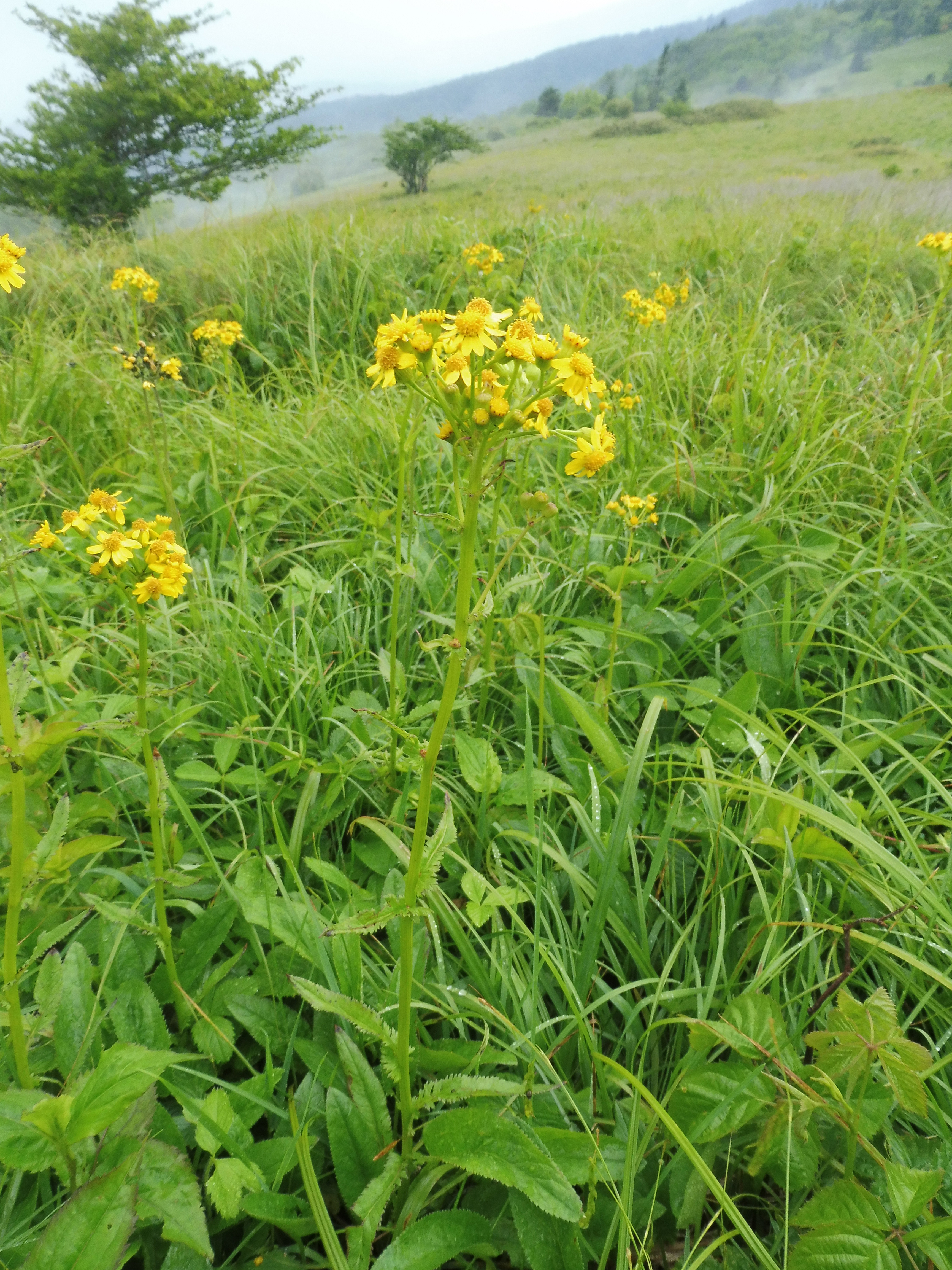
Packera schweinitziana
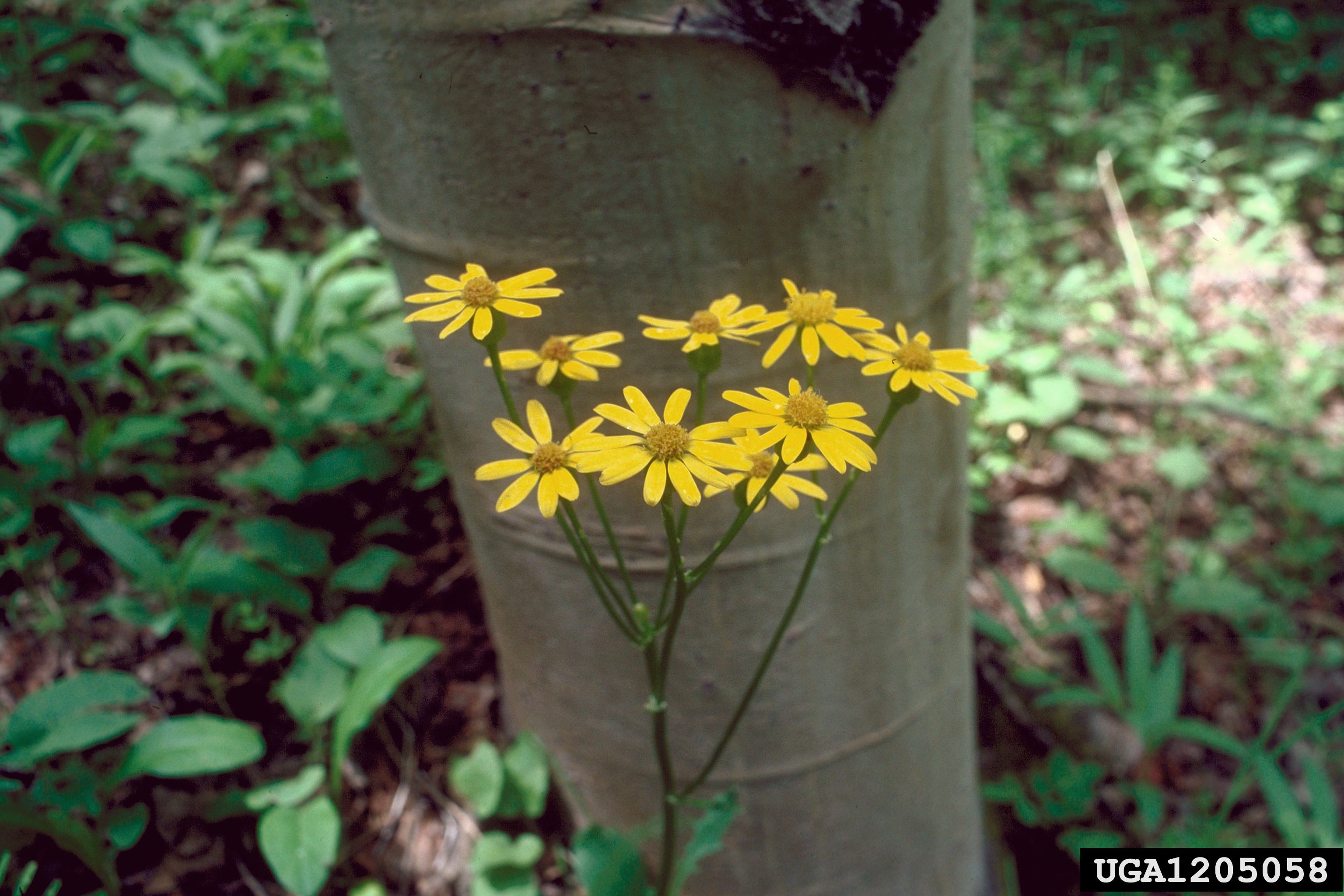
Packera streptanthifolia
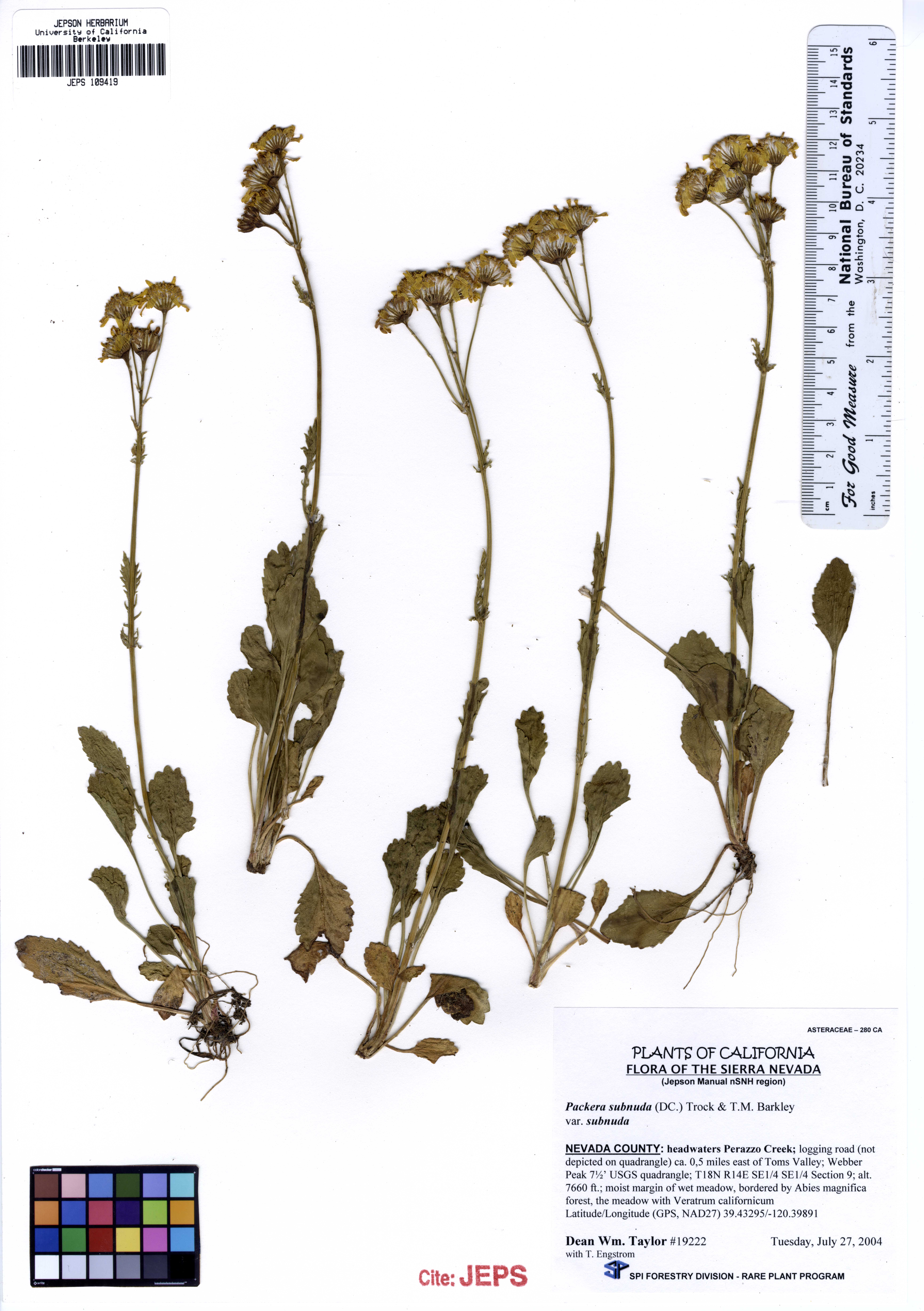
Packera subnuda

## T
- Packera tampicana (DC.) C.Jeffrey
- Packera texensis  O'Kennon & Trock
- Packera thurberi (A.Gray) B.L.Turner
- Packera toluccana (DC.) W.A.Weber & Á.Löve

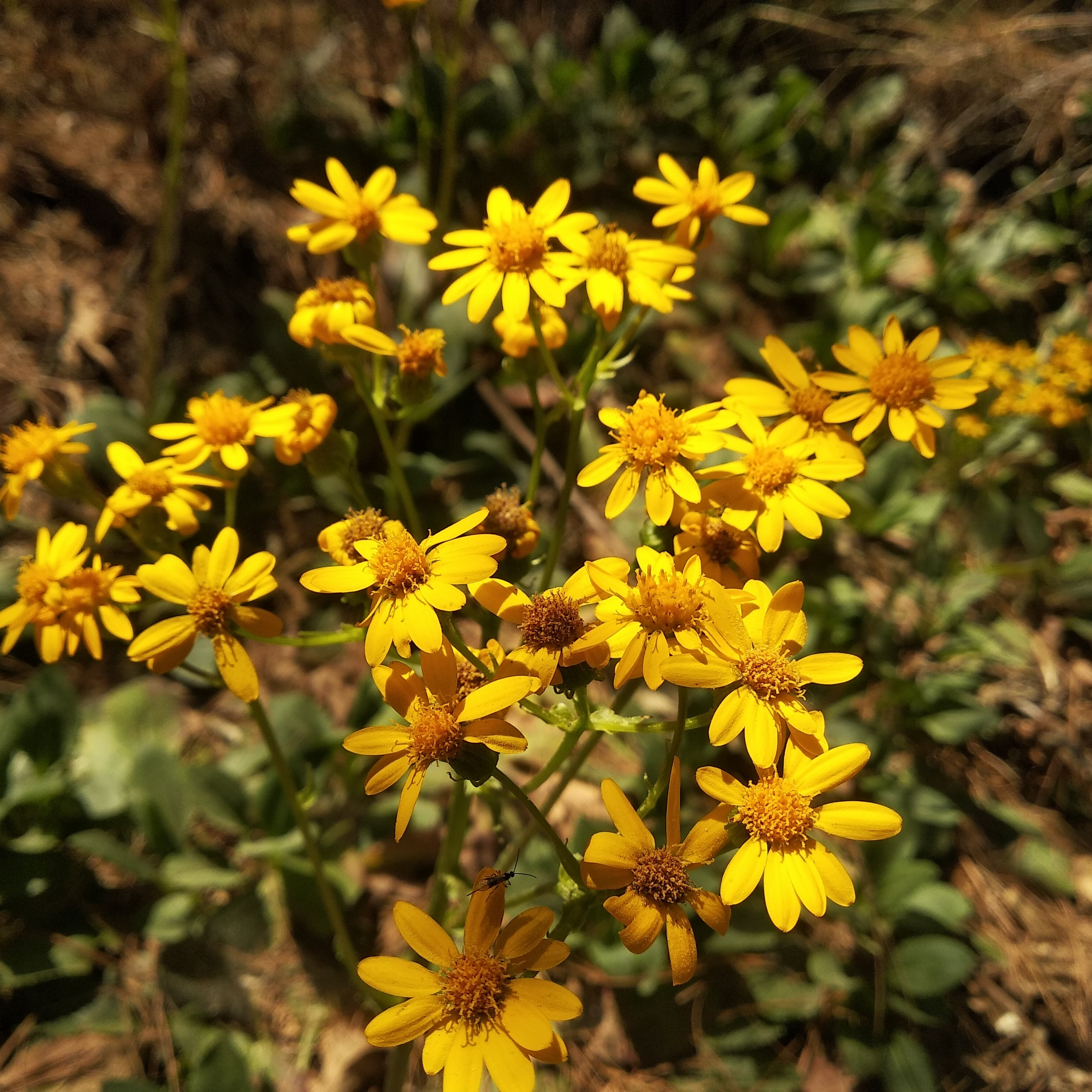
Packera toluccana

## U - W - Z
- Packera umbraculifera (S.Watson) W.A.Weber & Á.Löve
- Packera werneriifolia (A.Gray) W.A.Weber & Á.Löve ex Trock
- Packera zimapanica (Hemsl.) C.C.Freeman & T.M.Barkley

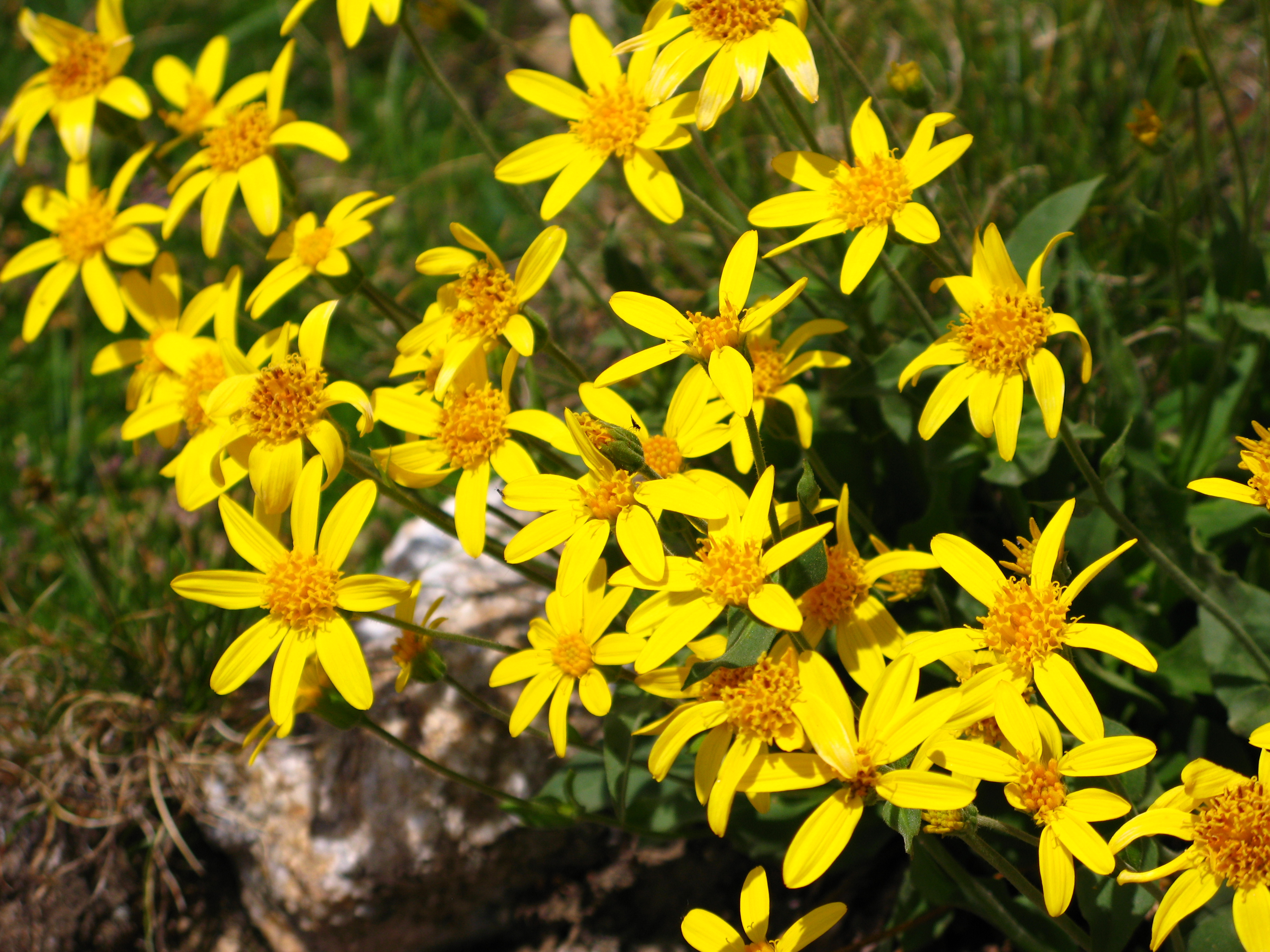
Packera werneriifolia